# Koethi Zan
Koethi Zan (* in Opp, Covington County, Alabama) ist eine US-amerikanische Autorin von Kriminalromanen.
Koethi Zan arbeitete als Anwältin, zuletzt beim Musiksender MTV. Ihr erster veröffentlichter Kriminalroman Danach wurde ein Bestseller. Koethi Zan lebt mit ihrer Familie in der Nähe von Hudson im Bundesstaat New York.

## Werke
- Danach (Originaltitel: The Never List, übersetzt von Verena Kilchling), Fischer Scherz 2013, ISBN 978-3-651-00045-2
- Nur das Böse (Originaltitel: The Follower, übersetzt von Verena Kilchling), Fischer Scherz 2017, ISBN 978-3-651-02514-1